# Sikorsky S-31
Sikorsky S-31— американский биплан 1920-х годов, разработанный и построенный компанией Sikorsky Aircraft.

## Разработка и эксплуатация
Единственный экземпляр S-31 был заказан компанией Fairchild Flying Corporation для проведения аэрофотосъёмки. У самолёта были две открытые кабины и салон для перевозки оборудования. S-31 был оснащён двигателем Wright Whirlwind J-4 мощностью 200 л. с. Самолёт совершил свой первый полёт в сентябре 1925 года. С октябре того же года, после участия в авиагонке New York Air Races, S-31 использовался компанией Fairchild в Бразилии.

## Лётно-технические характеристики
|                            |                      |
| Параметр                   | Показатель           |
| Длина, м                   | 7,62                 |
| Размах верхнего крыла, м   | 13,70                |
| Размах нижнего крыла, м    | 9,75                 |
| Площадь крыла, м²          | 33                   |
| Двигатель                  | Wright Whirlwind J-4 |
| Макс. скорость, км/ч       | 200                  |
| Крейсерская скорость, км/ч | 170                  |
| Дальность полёта, км       | 800                  |
| Максимальная высота, м     | 4300                 |
| Вес пустого, кг            | 795                  |
| Макс. взлётный вес, кг     | 1340                 |
|                            |                      |